# Anaspis cavipalpis
Anaspis cavipalpis is een keversoort uit de familie bloemspartelkevers (Scraptiidae). De wetenschappelijke naam van de soort is voor het eerst geldig gepubliceerd in 1931 door Apfelbeck.